# HNK Jedinstvo Bukova Greda
HNK Jedinstvo je bosanskohercegovački nogometni klub iz Bukove Grede kod Orašja.

## Povijest
Klub je 2013. obnovio rad koji je bio prekinut ratnim događanjima 1991. godine. Tijekom rata uništena je sportska infrastruktura tako da je Jedinstvo nakon obnove rada svoje domaće utakmice igralo u Oštroj Luci i Orašju. Dana 16. ožujka 2014. u Bukovoj Gredi nakon 23 godine prvi put je odigrana jedna nogometna utakmica između domaćeg Jedinstva i 9. lipnja iz Bazika (4:2).
U sezoni 2016./17. igrali su u 2. županijskoj ligi PŽ nakon čega više nisu aktivni u seniorskim natjecanjima.